# Manciano La Misericordia
Manciano La Misericordia is een plaats (frazione) in de Italiaanse gemeente Castiglion Fiorentino.

## Geboren
- Roberto Benigni (1952), acteur/regisseur